# Круги (Вишгородський район)
Круги́ —  село в Україні, у Вишгородського району Київської області. Населення становить 64 осіб. Входить до складу Димерської селищної громади.
| Україна | Це незавершена стаття з географії України. Ви можете допомогти проєкту, виправивши або дописавши її. |